# Helge Åkeson

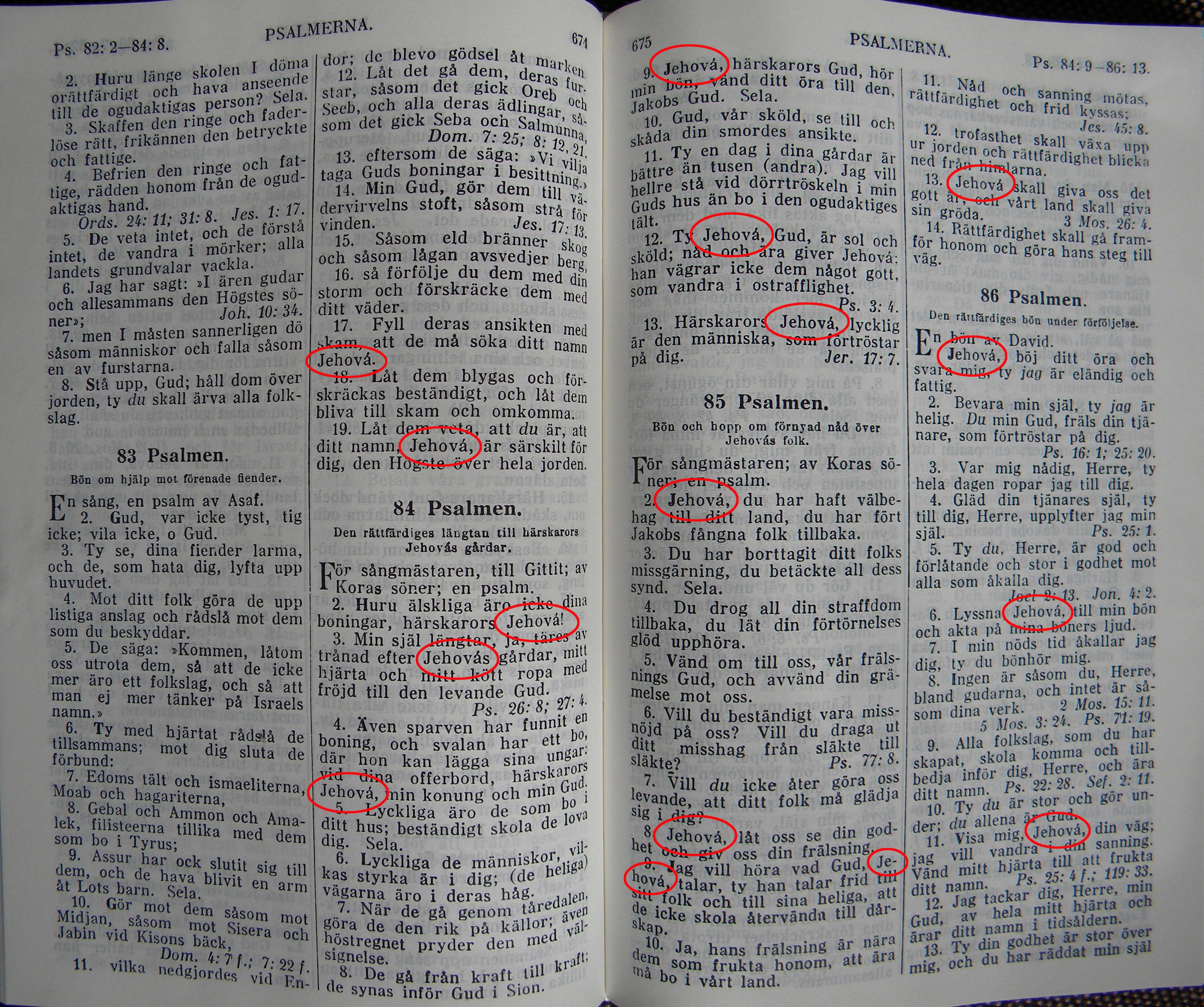
Helge Åkesons översättning av Psalm 83-85

Helge Åkeson, född 9 maj 1831 i Stenestads socken, Malmöhus län, död 23 mars 1904 i Lindesbergs stadsförsamling, Örebro län , var en svensk pacifistisk baptistpredikant, vars förkunnelse ledde till bildandet av Fribaptistsamfundet. Han var ursprungligen verksam inom Svenska Baptistsamfundet.
Åkeson hade ursprungligen efter sin frälsning tänkt att bli präst inom Svenska kyrkan. 1856 reste han till Stockholm för att delta i Evangeliska Alliansens möte. Där kom han i kontakt med den förre prästen Anders Wiberg. Genom läsning av Wibergs nyutkomna tidskrift ”Evangelisten” blev Åkeson övertygad baptist och döptes den 12 maj 1857 i Hasslarpsån, utanför Helsingborg.
Åkeson blev först kolportör vid Helsingborgs Traktatsällskap och sedan predikant. 1872 uteslöts han ur Baptistsamfundet, på grund av sin förkunnelse. Det gällde bland annat Åkesons undervisning om den subjektiva försoningsläran, och att straffen efter döden inte var eviga utan tidsbegränsade. 
Åkeson tog även avstånd från treenighetsläran, vapentjänst och predikantutbildning men höll fast vid den baptistiska dop- och församlingsordningen. Han blev tidigt högt aktad i väckelsekretsar. Åkeson iakttog stor enkelhet och sparsamhet i allt och levde nästan asketiskt.
Han översatte och utgav Bibeln i Helge Åkesons Bibelöversättning (1911). Där återgav han konsekvent Gudsnamnet med Jehova, bland annat i Psalm 83:18-19: "Ditt namn, Jehová, är särskilt för dig, den Högste över hela jorden". 
Hans anhängare bildade fria församlingar, framför allt i Skåne, Blekinge, Västergötland och på Gotland. Åkesons lära spreds även till andra delar av landet, som Västmanland och Dalarna. Efter hand förenade församlingarna sig, och 1894 bildade de Fribaptistsamfundet, en rörelse som senare gick samman med Helgelseförbundet och Örebromissionen och som numera är integrerad i Evangeliska Frikyrkan (tidigare "Nybygget - kristen samverkan"). Fribaptistsamfundets medlemmar kallades ofta helgeaner, efter sin ledare.
Åkeson avled 1904 i Lindesberg, Örebro län.